# Gondreville (Oise)
Gondreville ist eine französische Gemeinde mit 217 Einwohnern (Stand: 1. Januar 2022) im Département Oise in der Region Hauts-de-France (vor 2016: Picardie); sie gehört zum Arrondissement Senlis und zum Kanton Nanteuil-le-Haudouin. 

## Geographie
Gondreville liegt etwa 40 Kilometer östlich von Senlis. Umgeben wird Gondreville von den Nachbargemeinden Russy-Bémont im Norden, Vaumoise im Nordosten, Coyolles im Osten und Südosten, Ormoy-le-Davien im Süden, Lévignen im Westen und Südwesten sowie Crépy-en-Valois im Westen und Nordwesten.

## Bevölkerungsentwicklung
| Jahr                      | 1962 | 1968 | 1975 | 1982 | 1990 | 1999 | 2006 | 2013 |
| Einwohner                 | 118  | 124  | 128  | 209  | 259  | 255  | 239  | 217  |
| Quelle: Cassini und INSEE |      |      |      |      |      |      |      |      |

## Sehenswürdigkeiten
- Kirche Saint-Martin, 1901 erbaut (siehe auch: Liste der Monuments historiques in Gondreville (Oise))

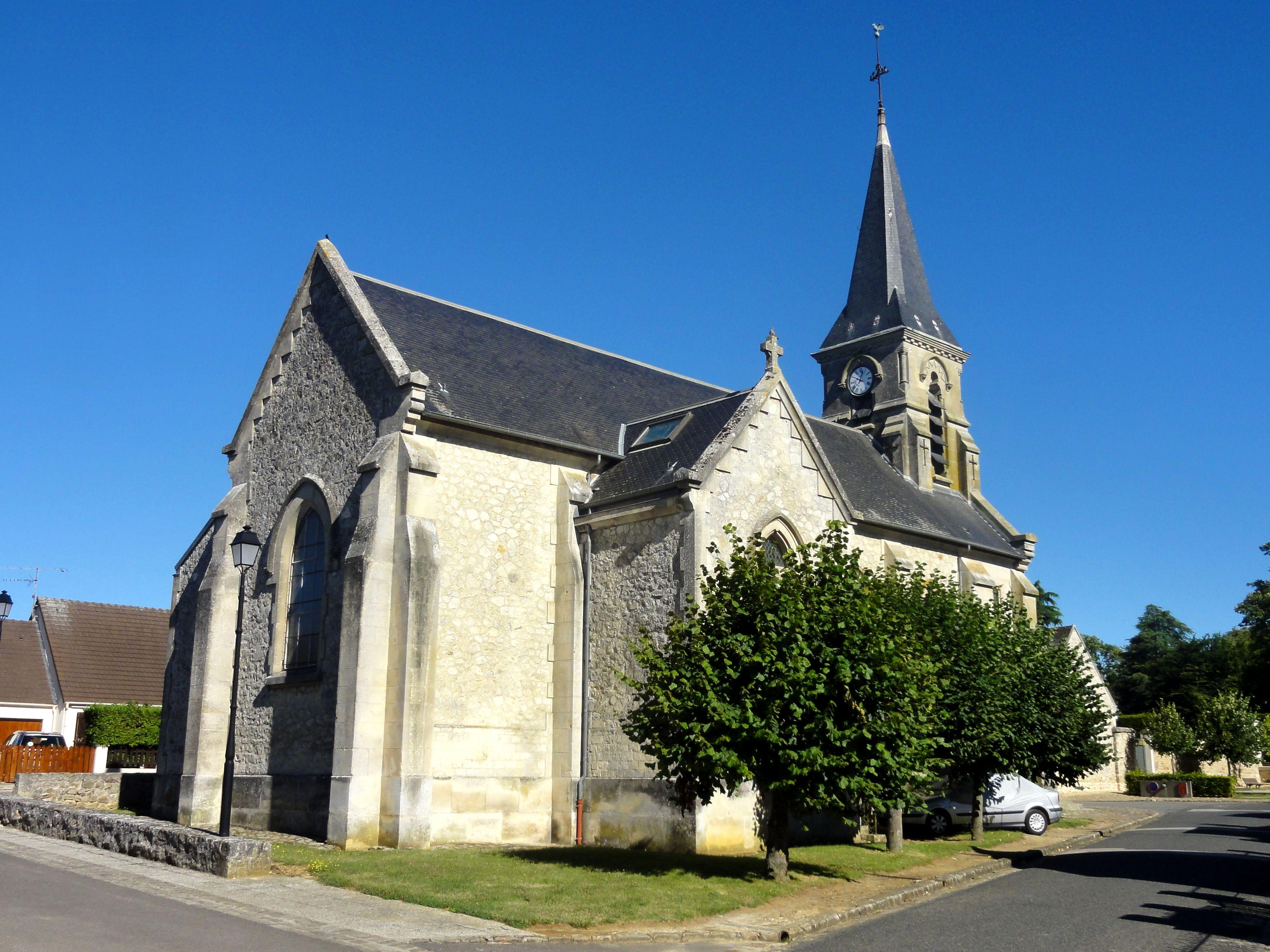
Kirche Saint-Martin